# Strix hylophila
El cárabo brasileño (Strix hylophila), también conocido como cárabo listado o lechuza listada, es una especie de ave strigiformes de la familia Strigidae. Se distribuye principalmente en el sur de Brasil, el sur y este de Paraguay y el extremo noreste de Argentina. Es esquivo y seguramente bastante raro y como resultado se ha estudiado poco. La clasificación en el género Strix es probablemente sólo temporal hasta poder obtener más información sobre la naturaleza de esta especie.

## Descripción
Son aves de tamaño mediano de 33 a 38 centímetros (13 a 15 pulgadas) de largo y un peso de 285 a 340 gramos (10 a 12 onzas).
Su cabeza carece de penachos o copetes en las orejas (como los que tienen los búhos cornudos). Su cuerpo y el pecho son  de color marrón rojizo con rayas crema. La parte inferior es de color ocre pálido a blanco oscuro con rayas marrones. Los ojos son de color marrón. El pico es amarillo. Las patas están emplumadas mientras que los dedos son de color amarillento y sin plumas.

## Hábitat
Se trata de un ave migratoria vive en los bosques primarios y secundarios poblados con densa maleza. Su rango de distribución altitudinal de las tierras bajas hasta una altura de 1000 metros sobre el nivel del mar. Se alimenta principalmente de insectos, roedores y puede llegar a comer pájaros pequeños en ocasiones, así como algunos reptiles. Debido a la deforestación en su área de distribución, esta ave podría estar en riesgo y se clasifica como Casi Amenazado por la UICN.

## Reproducción
El periodo reproductivo no se conoce con precisión pero probablemente es en los meses de agosto y septiembre. La típica puesta es de tres o cuatro huevos  y es incubada únicamente por la hembra durante 30 días hasta que nacen.  Las aves jóvenes abandonan el nido a los 35 días de vida y aproximadamente a los cuatro meses son independientes de los animales adultos. Alcanzan la madurez sexual en su segundo año.

## Subespecies
El Strix hylophila no tiene subespecies conocidas.